# Eulithis conjuncta
Eulithis conjuncta là một loài bướm đêm trong họ Geometridae.